# Jill Blankenship
Jill Blankenship (...) è una sceneggiatrice e produttrice televisiva statunitense.

## Filmografia

### Sceneggiatrice

#### Serie televisive
- The Last Ship – serie TV, 33 episodi (2014-2018)
- Arrow - serie TV, episodi 7x02, 7x07, 7x13, 7x18, 8x02 e 8x09 (2018-2020)
- Naomi - serie TV, 13 episodi (2022)
- Daredevil - Rinascita (Daredevil: Born Again) - serie TV, episodi 1x03 e 1x07 (2025-in corso)

### Produttrice esecutiva

#### Serie televisive
- The Last Ship – serie TV, 17 episodi (2014-2018)
- Arrow - serie TV, episodi 32 (2018-2020)
- Naomi - serie TV, 12 episodi (2022)
- Daredevil - Rinascita (Daredevil: Born Again) - serie TV, 7 episodi (2025-in corso)